# Kiki Picasso
 (novembre 2021).
 (novembre 2021).
Christian Chapiron, alias Kiki Picasso, est né le 15 avril 1956 à Nice. Artiste multidisciplinaire, membre et fondateur du mouvement Bazooka, qui a notamment collaboré avec le journal Libération et la revue Un Regard moderne à la fin des années 1970.
Après la dissolution de Bazooka, il poursuit une carrière de graphiste pour la télévision, travaillant sur l'identité visuelle de nombreuses émissions.
Dans les années 1980, il est l'un des premiers artistes à utiliser la PaintBox, la première tablette graphique.
Il a réalisé des clips, pochettes d'albums et illustrations tout en produisant des œuvres à titre personnel.
En 1984, il illustre une édition limitée de la première montre Swatch.
Il a été directeur artistique du magazine Maintenant, premier média français à dénoncer l'implication de la France dans le génocide au Rwanda, en 1995.
En 2000, l'équipe de Bazooka se reforme pour créer une version Web du Regard moderne, illustrant chaque jour l'actualité dominante.
Il réalise en 2002 le film Traitement de substitution N°4 qui réunit ses œuvres en vidéo réalisées à la PaintBox.
Depuis quelques années[Quand ?], il se consacre plus exclusivement à la peinture, tout en poursuivant son engagement militant, notamment auprès de l'association d'aide aux usagers de drogue Asud.

## Carrière

### Le nom de «Kiki Picasso»
Christian Chapiron prend le pseudonyme de « Kiki Picasso » en 1976 lorsqu'avec Bazooka il dessine pour Libération, par provocation, et à la suite de critiques accusant les membres de Bazooka de faire « du n'importe quoi ».
La famille Picasso a intenté un procès pour usurpation d'identité, qui n'aura finalement pas de conséquences.

### Les années Bazooka (1976 - 1981)
Christian Chapiron rencontre les membres de ce qui va devenir le groupe Bazooka à l'école des Beaux-Arts de Paris : Loulou Picasso, Olivia Clavel, Lulu Larsen, Bernard Vidal, Philippe Bailly.
La création de Bazooka est partie du constat fait par ses membres que les espaces d'expression alloués par les institutions artistiques, notamment les galeries, n'offrent pas la liberté nécessaire à la diffusion de leurs créations, et ne s'adressent pas au public qu'ils souhaitent toucher.
Les membres du groupe sont dans une logique de guérilla contre les institutions, attaquant les galeries à coups de fumigènes ou de boules de neige.
La logique de Bazooka était de faire de l'art sur d'autres supports que les murs des galeries, privilégiant les médias. Il développe un style que l'on pourrait définir comme du collage d'images. Utilisant des sources d'origines variées (actualité, art, bande dessinée...), les artistes les retravaillent avec diverses techniques (dessin, peinture). L.L. de Mars, évoque un «collage de collages»).

#### Le magazineBazookaetBulletin Périodique(1975-76)
Le premier numéro du magazine Bazooka devait être publié au départ par l'éditeur Rolf Kesselring. Mais ce dernier fait faillite, et les membres  du groupe décident d'imprimer eux-mêmes la revue. Le deuxième numéro paraîtra quelques mois plus tard, sous le nom de « Loukhoum Breton ».
Plus orienté BD que le premier, il contient notamment un dessin de Christian Chapiron sur l'affaire Portal, un fait divers qui avait marqué la France des années 1970, où deux femmes âgées avaient assassiné leur voisin. Il utilise des images de gaines pour personnes âgées, sous le titre : « les dessous de l'affaire Portal ».
Actif durant quatre ans, Bazooka se trouve au cœur de l'explosion des fanzines et autres publications indépendantes qui se produit à cette époque.
Le groupe publie notamment Bien dégagé sur les oreilles, en référence à la coupe de cheveux en vogue dans les groupuscules fascistes, ou encore Activité sexuelle normale.
En 1976, le collectif récupère les clés des locaux du journal Actuel, qui vient de s'arrêter. Ses membres y publient le journal Bulletin périodique, un très grand format (48 cm de hauteur) qui se déplie, imprimé en couleurs. Après quelques mois et sept numéros, la publication s'arrête, et les membres de Bazooka continuent à publier dans d'autres revues, notamment Charlie mensuel et Hara-Kiri.

#### Bazooka chezLibération(1977)
En août 1977, le journal Libération propose à Bazooka de combler les blancs dans la maquette du journal avec des dessins qu'ils exécutent sur place, rapidement. Ils re-dessinent les photographies des reporters, et choisissent des images « violentes, dures, spectaculaires » en les réinterprétant pour en accentuer l'impact. Kiki Picasso, qui se qualifie « d'artiste propagandiste », instaure la logique de « dictature graphique » se posant en « leader politique, mystique ». Il parvient un jour à sous-titrer le journal « organe de la Fondation réactiviste ». Bazooka se présente comme une avant-garde, avec comme référence la révolution culturelle chinoise et son slogan « l'Amérique est un tigre en papier ». Fidèle à ses principes et au lieu de remplir les espaces vides dans les colonnes avec des illustrations, il rédige de fausses brèves, de fausses infos, des sortes de théories du complot avant l'heure. Certaines de ses brèves sont reprises par l'AFP. La Fondation réactiviste affirme entre autres qu'elle est en train de racheter le journal, et les lecteurs y croient. Rapidement, des tensions naissent avec les journalistes, notamment ceux du service politique. Les provocations de Bazooka suscitent aussi de vives réactions parmi les lecteurs, qui envoient de virulentes lettres de menaces, notamment à la suite d'un dessin traitant de la manifestation des écologistes contre la construction de la centrale nucléaire de Creys-Malville. La tension est forte dans une époque marquée par les actions violentes menées par l'extrême gauche, les Brigades rouges, la bande à Baader… Le groupe touche aux limites lorsque Kiki Picasso publie un dessin pédophile, alors qu'une série de viols de jeunes filles à Marseille a choqué l'opinion. Ils sont comme « des enfants qui testent les limites », reprenant la logique théorisée par Egon Schiele, qui consiste à dire « arrêter l'artiste est un crime, c'est tuer la vie en germe ». Ainsi Bazooka cherchait à créer une réaction chez le lecteur, pour provoquer un « effet boomerang ».
Kiki Picasso a toujours choisi de traiter l'actualité à la première personne, une technique qui finira par lui valoir plusieurs procès.

#### Influence psychédélique
Les graphismes de Bazooka sont inspirés par les visions psychédéliques qu'ont eu ses membres en prenant du LSD. La réalité est perçue sous un angle alternatif supposé permettre d'accéder à une compréhension accrue de celle-ci.
L'époque de Libération correspond à la rencontre des membres de Bazooka avec l'héroïne.
Lorsqu'ils décideront de décrocher, certains connaîtront des épreuves plus difficiles que les autres.

#### Un Regard moderne(1978)
Les tensions entre Bazooka et la rédaction de Libération se sont amplifiées progressivement. Les conférences de rédaction qui ont lieu au lendemain de chaque parution étaient alors essentiellement consacrées aux complaintes des journalistes, qui réclamaient le départ du groupe.
En février 1978, Serge July finit par trouver une solution pour sortir Bazooka de la rédaction. Il leur propose de créer une revue mensuelle, qui sera baptisée « Un Regard moderne », en utilisant l'infrastructure du journal. Le titre connaît cinq éditions, entre février et août 1978. En ayant accès aux dépêches d'agence et à la réserve photo de Libération, Bazooka traite l'actualité  en faisant correspondre chaque page à un jour.. Mais affaiblis par la drogue, malades, les membres du groupe repartent finalement chacun de leur côté. Il se dira que « Bazooka splitte comme un vulgaire groupe de rock ».

#### La presse
En parallèle de Libération, les membres de Bazooka ont collaboré avec de nombreux journaux et revues, dont L'Écho des savanes, Métal hurlant, Okapi, Playboy, Lui, Marie Claire, Le Nouvel Obs, L'Express, Télérama...
Bien qu'ils ne soient jamais entrés formellement dans l'équipe d'Hara-Kiri, les membres de Bazooka fréquentent ses membres, plus âgés qu'eux. Dans leur ouvrage Dans le ventre d'Hara-Kiri, les auteurs Arnaud Baumann et Xavier Lambours décrivent cette collaboration comme celle de « la dictature graphique » et du « renversement esthétique de la presse ». Baumann et Lambours ajoutent : « Bazooka, c'est le punk du punk et sa pointe d'absolu. »

### La musique et le monde de la nuit
Les membres du groupe Bazooka fréquentaient assidûment le monde de la nuit. Loulou Picasso dessine les premières affiches du club parisien Les Bains Douches, inauguré le 21 décembre 1978. Il crée le graphisme des affiches de concert, d'après le fond de la piscine que l'on trouve dans la discothèque. Cette image sera utilisée pendant des années.
Bazooka fait aussi les affiches du Palace, l'autre établissement alors en vogue. En décembre 1987, Kiki Picasso organisera une soirée au Palace pour « fêter l'allumage du premier ordinateur de création d'images haute définition au service des plus grands artistes du monde », inaugurant au passage « la première discothèque électronique de l'Histoire ».
Identifiés au mouvement punk, Bazooka, puis Kiki Picasso seul, ont réalisé de nombreuses pochettes d'albums, notamment pour le label Skydog, référence du punk en France, fondé par Marc Zernati, ainsi que des clips pour Starshooter, Elli et Jacno, Alain Bashung, Sapho, Nicoletta, Elvis Costello…

### La télévision et la rencontre avec la Paintbox
De 1978 à 1981 Bazooka réalise le générique de Chorus, une émission d'Antenne 2 présentée par Antoine de Caunes. Après la dissolution du groupe, Kiki Picasso, devenu père avec la naissance de son fils Kim Chapiron, en 1980, entame plusieurs années de collaboration intensive avec la télévision.
Il travaille avec Dupon Duran, une grande régie privée historique, qui investit dans du matériel très coûteux. Celle-ci acquiert le Kiron 4, une des premières palettes électroniques destinées à la fabrication des génériques tv.
Kiki Picasso est autorisé à rester dans les locaux la nuit, qu'il passe avec les opérateurs qui lui montrent le fonctionnement de la machine. Il réalise ses premières œuvres sur palette.
À cette époque, le ministère de la culture via la délégation aux arts plastiques, lui propose de participer au film Six peintres en quête d'ordinateurs avec des artistes renommés comme Arroyo, Télémaque, Boisrond, Lea Lublin et Louis Cane.
Les six peintres réalisent chacun un film sur la Paintbox de Quantel (en), première palette de 16 millions de couleurs, avec un crayon sensible à la pression.
Cette première Paintbox installée en France est acquise par la société Mikros images. La plupart des régies vidéo et les chaînes de télévision en seront équipée par la suite. La Paintbox comprenant un stylet et offrant la possibilité de numériser l'image et de redessiner dessus, Kiki Picasso peut « découper, repositionner, agrandir, réduire, et ajouter (s)es couleurs par-dessus ». Il a trouvé un outil lui permettant de travailler  rapidement et de manière autonome, « travailler tout seul et boucler le truc en 8 h, alors qu'avant il fallait trois personnes, un opérateur ». Pour Kiki Picasso, « c'est l'avenir. Il y a eu l'homme des cavernes qui peignait avec ses mains ; puis la révolution du pinceau, puis rien… La tablette graphique [...] est une formidable machine à dessiner et à peindre ».
Il travaille ensuite pour la maison de production RIFF, pour qui il réalise notamment les habillages de la Coupe du monde 1986, des clips d'Alain Bashung, ou encore des affiches de campagne « Allons z'idées » pour Jack Lang.
En 1985, Antenne 2 fait appel à lui pour l'émission C'est encore mieux l'après-midi, animée par Christophe Dechavanne. On lui demande de réaliser chaque semaine une rubrique d'une minute baptisée « provoc ». Là, il a accès à la Paintbox de la chaîne, qui sert notamment à faire les logos du JT.
Il travaille en parallèle pour TF1 et FR3, tout en continuant à mener ses projets personnels la nuit.

#### La période Muse
Lorsque son contrat avec Antenne 2 s'arrête, Kiki Picasso monte la société Muse et acquiert au nom de celle-ci la Paintbox HD, destinée à la retouche photo pour l'imprimerie. Il s'associe avec trois professionnels de l'imprimerie dont un représentant de Quantel, le fabricant de la Paintbox, et obtient la machine en leasing, pour près de 8 millions de francs de l'époque. Il peut désormais travailler depuis chez lui.
La numérisation étant très onéreuse, il  doit passer par d'autres prestataires. Il travaille alors uniquement pour de la publicité produite par de gros annonceurs, comme la régie Renault et est appelé pour réaliser des tests pour les agences. Pour amortir le coût de la machine, il la loue aux agences de publicité ou pour d'autres projets : par exemple, le réalisateur et photographe Jean-Baptiste Mondino s'en servira pour réaliser la pochette de l'album Lovesexy de Prince.

#### Art Force industrie
Après la fin de Muse, en 1987, Kiki Picasso s'associe à Michelle Gavras, l'épouse du cinéaste Costa-Gavras, pour créer la société de production Art Force Industrie et acheter un studio vidéo équipé d'une caméra, de magnétoscopes de montage, du Harry de Quantel, le premier ordinateur de montage vidéo, et de la Paintbox. Kiki Picasso est alors l'un des rares indépendants à avoir accès à cet outil, ce qui lui permet de travailler pour toutes les chaînes ; il signe plusieurs habillages pour les unités jeunesse et divertissement d'Antenne 2, TF1, la 5, FR3.
En 1989, il réalise trente vidéos de 3 minutes dans le cadre d'une série commandée par Canal+ et la Cité des sciences baptisée Savants fous, sur les savants de la révolution.
En 1991, à la suite des restrictions de budget provoquées par la guerre du Golfe, Art force industrie est chargée de l'habillage de l'émission pour les enfants du mercredi  Éric et toi et moi.

### Swatch X Kiki Picasso (1985)
En 1985, Kiki Picasso est contacté par l'agence qui gère le lancement de la première montre Swatch en France, afin de réaliser le design d'une édition limitée, éditée pour l'occasion. Il propose que l'apparence de chaque montre soit différente, avec des variations autour d'un motif commun. Kiki Picasso reprend ainsi une idée qu'il avait eue en 1980, lorsqu'on lui avait demandé d'illustrer la pochette de l'album Chez les autres, du groupe punk lyonnais Starshooter.
Les premiers exemplaires de l'album de Starshooter étaient vendus dans un sac en plastique transparent illustré par sérigraphie, l'image étant modifiée selon la manière dont le disque était inséré dans sa pochette.
Une soirée de lancement a lieu à l'Ircam, lors de laquelle cette édition limitée de la montre est offerte à 120 invités.
Par la suite, Swatch lui propose de monter un projet de tente itinérante destinée à faire la promotion de la marque. Kiki Picasso imagine une « machine à remonter le temps », dans laquelle les gens entreraient dans un décor réalisé à l'aide de la PaintBox, avant de recevoir à leur sortie une photo d'eux voyageant dans le temps. Mais le directeur du marketing de Swatch se fera débaucher entre-temps par Rolex Amérique, et le projet ne verra jamais le jour. Les Swatch de Kiki Picasso sont particulièrement recherchées par les collectionneurs, et s'échangent pour près de 15 000 euros, ce qui en fait les plus chères de tous les modèles de la marque suisse.

### L'utilisation des nouveaux outils numériques
Kiki Picasso estime que les évolutions techniques donnent aux artistes des outils pour mener une véritable guerre de propagande.
Bazooka était déjà dans une logique de détournement de tous les médias existants, quel que soit le support, et avait une « fascination pour la modernité ». L'objectif proclamé d'Art force industrie était de « s'emparer de tout l'espace visuel de l'humanité en utilisant les technologies les plus puissantes et les idéologies les plus brutales ». Il se sert de l'outil numérique pour développer sa technique du collage et du détournement, estimant qu'il était de son droit de détourner des images « appartenant à tout le monde comme l'image du présidium des Soviets ». Il estime que « maintenant que les artistes ont accès à l'informatique, on va enfin pouvoir s'amuser ».

### Le magazineMaintenant(1995)
En 1995, tout en poursuivant son travail de peinture, il renoue avec l'univers de la presse, en tant que directeur artistique du magazine Maintenant.
Journal d'information d'inspiration libertaire et d'extrême gauche, ce quinzomadaire grand format en couleur, édité par Michel Sitbon, a été le premier média français à dénoncer l'implication de la France dans le génocide du Rwanda et à faire des révélations sur l'Opus Dei.
L'affiche 4x3 qui accompagne la sortie du premier numéro sera refusée par Metrobus, la régie publicitaire de la RATP pour atteinte à la fierté nationale. Le titre ne passe pas : « Maintenant, la France tue », avec en sous-titre « génocides au Rwanda, drogués livrés au sida, étrangers expulsés vers la mort, prisons pleines pour rien ». Dans l'équipe on retrouve des anciens membres des mouvements de lutte italienne comme Oreste Calzone, l'ancien fondateur de Pouvoirs ouvriers, ainsi que des auteurs liés aux autonomes.
Kiki Picasso utilise alors la PaintBox, qu'il possède toujours, pour traiter l'actualité. En 1995, il a accès aux premiers ordinateurs Macintosh, qu'il a relié à la PaintBox avec une carte RGB direct connectée au satellite, ce qui lui permet d'utiliser encore mieux les images d'actualité pour les retravailler.

### La période carnaval
En 1996, Kiki Picasso est chargé par Jacques Pasquier, le directeur artistique du carnaval de Bordeaux, de décorer huit chars, montés sur semi-remorque.
En 1997, il crée des chars pour l'Europride à Paris, financés par Michel Sitbon, Radio Nova ou encore les magasins Tati. Il réalisera aussi des chars pour la fête de la musique. Marqué par les premières gay pride à la Nation, il retrouve l'énergie du Punk à travers les chars, la techno et les free parties.

### Rencontre avec la techno
Kiki Picasso entre en contact avec le mouvement techno alors qu'il fait des recherches pour la bande-son de son film Traitement de substitution N°4, il rencontre un éditeur de musique techno qui le met en contact avec Laurent Ho, un des pionniers français de la techno industrielle. C'est par ce biais que Kiki Picasso fait la connaissance du collectif les Teknokrates, dans lequel on retrouve notamment DJ Kraft. Ils l'aident à trouver du matériel bon marché pour équiper ses chars de carnaval.

### Le filmCho! Cho! Cho!(1998)
En 1998, Kiki Picasso suit durant plusieurs semaines, avec sa caméra, le mouvement des chômeurs, dont il tirera le film cho! cho! cho!.
Durant cette période, il participe aussi au lancement d'Ondes sans frontière, la télévision pirate installée par l'association Droit au logement (DAL) dans un squat de la rue d'Avron.

### Psychoactif(2000)
Christian Chapiron publie en 2000 le livre Psychoactif (un livre hallucinant), avec Christian Vilà, aux éditions du Lézard.
L'objectif du livre est de « fournir une information intelligente et aussi objective que possible sur l'expérimentation scientifique et l'usage dit récréatif des drogues hallucinogènes, et spécialement du LSD ». Il retrace l'histoire des drogues psychédéliques et analyse leur place dans la culture ainsi que dans la société. Chaque page est en couleurs et contient des illustrations de Kiki Picasso.

### Un Regard moderne2.0 (2002)
En 2002, Loulou Picasso obtient une subvention pour relancer Un Regard moderne, sur le Web cette fois. Reprenant le principe du magazine, et reformant pour l'occasion en partie Bazooka, le site traite l'actualité dominante au quotidien. Le principe consiste à reprendre chaque jour une dépêche issue d'une agence officielle, l'AFP mais aussi les agences chinoise, iranienne, cubaine... sur une actualité importante, et à l'accompagner d'une illustration animée en GIF. Kiki Picasso a ainsi réalisé près de 2 000 images. Le site est élu « meilleur site d'actualité par Yahoo.fr » en 2003.
Le cinéaste Chris Marker participe quotidiennement à l'opération durant une année entière, en 2004, sous le pseudonyme Guillaume en Égypte.
Le site a connu quelques succès d'audience, comme lorsqu'il a relaté l'histoire d'une soldate américaine enlevée en Irak, traité de la première transplantation faciale, ou publié les images de manifestants iraniens s'immolant devant l'ambassade de France à Téhéran. Après trois ans, le site devient un blog alimenté uniquement par Loulou Picasso.

### Traitement de substitution N°4(2002)
Dans les années 1990-2000, Kiki Picasso diffuse les vidéos qu'il a réalisées à titre personnel à la PaintBox dans les soirées techno, qu'il fréquente depuis les débuts du mouvement. Les images accompagnent la musique, sur le principe du VJing.
En 2002, à la suite de la rencontre avec un éditeur de DVD, K-Films, il décide de réunir toutes ces vidéos pour en faire un film, qu'il baptise Traitement de substitution N°4. Kiki Picasso y joue aux côtés notamment de la chanteuse Brigitte Fontaine.
Des films des autres membres de Bazooka, Gégé Sommeil de Captain Cavern, Supermeuf d'Olivia Clavel et Auschwitz de Pascal Doury figurent aussi sur le DVD.

### Engin explosif improvisé(2009)
Kiki Picasso publie en 2009 avec Loulou Picasso Engin Explosif improvisé aux éditions l'Association.
On y retrouve une quarantaine de diptyques agrémentés de textes et slogans, ainsi qu'en annexe l'intégralité des Animaux Malades (1977-1978). La maquette est imaginée par Étienne Robial, qui avait édité, avec Futuropolis, le 30/40 Bazooka à la fin des années 1970.

### Le Cirque électrique (2014-2017)
Kiki Picasso entre en contact avec le Cirque électrique via le mouvement techno. Il collabore au départ en créant un site, un journal (Équilibre optimum), et des peintures pour le décor. Puis on lui confie « les 7 minutes de Kiki », où il a carte blanche pour inviter sur scène quelqu'un qui vient s'exprimer sur les sujets de son choix. Le premier invité, qui lui a donné l'idée, est l'écrivain Antoine Lefébure, qui vient alors de sortir un livre sur l'affaire Snowden, dont Kiki Picasso a réalisé la couverture. Il se voit alors confier le rôle de « Monsieur Loyal », et présente les numéros qui se succèdent sur la piste. Il assurera ce rôle durant trois ans. Il continue depuis à travailler sur les décors et l'identité visuelle du cirque.

### Une œuvre d'art pour miner du bitcoin (2018)
À l'été 2018, Kiki Picasso s'intéresse à la cryptomonnaie, et notamment au Bitcoin. Il lance un projet avec les artistes Younès et Duroc, qui disposent de racks de « minage » (le processus consistant à créer de la cryptomonnaie en faisant tourner des ordinateurs réalisant des calculs informatiques complexes). Les ordinateurs constituent une installation artistique que Kiki Picasso filme. Puis ils installent la machine dans différents lieux, avec l'idée de miner du bitcoin au bénéfice d'œuvres militantes, humanitaires ou culturelles,.
La machine sera notamment mise en route dans le cadre d'un séminaire de la fédération addiction, organisée à la Cité des sciences de la Villette et auquel participe l'association Principe Actif, association luttant contre la prohibition du cannabis. Mais le projet sera rapidement abandonné, alors que le cours des cryptomonnaies commence à s'effondrer.

### Peinture - série évènements (depuis 2017)
Kiki Picasso s'est tourné vers la peinture, malgré le fait qu'il n'ait « jamais eu envie d'aller sur le marché de l'Art » et que les commandes de peintures par des galeries contraignent l'artiste à rester cantonné dans son atelier.
La Maison Rouge lui commande en 2017, pour l'exposition L'Esprit français, contre-cultures, 1969-1989, une série de vingt tableaux grand format, horizontaux, qui revisite de manière chronologique les grands événements de l'actualité de cette époque,.
Chaque tableau correspond à une année. L'artiste y superpose deux moments de l'Histoire sur un même tableau, afin de mettre en avant des parallèles et faire ressortir du sens. Il reprendra la série en 2020, au moment du premier confinement.

## Vie personnelle

### Enfance
Christian Chapiron a grandi dans un milieu artistique. Son père est photographe sur les plateaux de cinéma. On lui doit de nombreux portraits de stars des années 1970, dont Brigitte Bardot, Jean-Paul Belmondo, Jane Birkin, Marie-France Pisier… Sa mère est mannequin. Ses parents fréquentent les membres de l'école de Nice, Arman, Spoerri, Martial Raysse, Yves Klein…
Lors d'un test d'orientation scolaire en 3e, ses professeurs, considérant ses mauvais résultats, suggèrent qu'il devienne dessinateur ou menuisier. Il choisit le dessin. Sa grand-mère lui paie une école de préparation aux arts et métiers. Si l'enseignement technique l'ennuie, il finit par prendre goût au dessin vers l'âge de 18 ans, s'inspirant pour un travail d'une pochette du guitariste Santana, et réalisant une tête d'aigle. Il réussit le concours des beaux-arts à 18 ans et part pour Paris.

### Famille
Christian Chapiron est le père de la chanteuse et styliste Mai Lan et du cinéaste Kim Chapiron.

### Engagement militant
Depuis l'époque du magazine Maintenant, Kiki Picasso fréquente les milieux autonomes, libertaires, les squats, les free parties, ainsi que le milieu associatif.
Il a collaboré avec l'association Droit au logement, avec qui il a monté une télévision pirate, Ondes sans frontières. Fondée en 1998, il s'agit de la plus ancienne chaîne de télévision associative d'Île-de-France ayant émis en hertzien.
Il travaille depuis plusieurs années avec l'organisation d'aide aux usagers de drogue Asud, pour qui il réalise notamment la couverture du journal et des affiches.

### Livres de Kiki Picasso
- Dripping Kiki, Kiki Picasso, éd. Jean-Pierre Faur, 1992
- Psychoactif, Christian Chapiron et Christian Vilà, éd. du Lézard, 2000
- Nouvelles haschichiennes, Kiki Picasso et Shilum, éd. du Lézard, 2005
- Engin explosif improvisé, Kiki Picasso et Loulou Picasso, éd. L'association, juin 2009
- Carnival, le rêve d'un ogre ridicule, Eugène Durif et Kiki Picasso, éd. Tohu Bohu, 2019

### Livres à son propos
- Jean Seisser, Les chefs-d'œuvre de Kiki Picasso, éd. Le Dernier Terrain Vague, 1981
- Jean Seisser, La gloire des Bazooka, Robert Laffont 1981

### Illustrations
- Théophraste Épistolier, Les Petits Miquets : l'année Bazooka, dans Charlie Mensuel no 113, juin 1978, p. 21
- Couverture de L'Écho des savanes no 37, Éditions du Fromage, 1978
- Bollon, Le droit d'être païen, dans L'Écho des savanes no 37, Éditions du Fromage, 1978
- Rubrique Les monstres nos frères maudits, dans (À suivre) no 10, 1978
- Illustration dans Métal hurlant no 42bis, Les Humanoïdes Associés, 1979
- Couverture du disque de Starshooter: Chez Les Autres (Pathé Marconi, 1980)
- Participation à Coup dur à Stalingrad, dans Métal hurlant no 50, Les Humanoïdes associés, 1980
- Productica industriella, dans Métal Hurlant no 79bis, Les Humanoïdes Associés, 1982
- Les gros spéculateurs ont choisi la télévision pirate, dans L'Écho des savanes no 5, Albin Michel, 1983
- Manœuvre, éditorial du Métal hurlant no 83bis, Les Humanoïdes Associés, 1983
- Participation à Look Rock, de De Memphis Tennessee à Malakoff 92, Altmeyer, Ted Benoit, Bijl, Al Capp, Caro, Dodo, Druillet, Margerin, Nicollet, Kiki Picasso, Joost Swarte, Vuillemin, Tramber, Wallace Wood, Sire, Jano, Jijé, Parnel, Peppermans, Tim Clark, ed. Temps Futurs, 1984
- Jackie Berroyer, Du Picasso à la machine, dans (À suivre) spécial Rhythm'n bulles, 1986
- Kathy Acker et Kiki Picasso, Algéria : une suite d'incantation parce que rien d'autre ne marche, éd. Le Dernier Terrain Vague, 1988
- Couverture du disque Anarchist Republic of Bzzz d'Anarchist Republic of Bzzz (Sub Rosa, 2009)
- Couverture du disque United Diktaturs of Europe d'Anarchist Republic of Bzzz (Bzzz Records, CD/2016, LP/2018, différentes illustrations pour le CD et le vinyle)
- Freak Wave, no 1, collectif, éd. Orbis Pictus club, 2008.
- Participation à Comicscope de David Rault, l'Apocalypse, 2013

### Expositions
- Bilan Provisoire, Espace Niemeyer à Paris, du 4 Avril au 7 Mai.
- Bazooka. Un regard moderne (Wharf, Centre d'art contemporain de Basse-Normandie à Hérouville-Saint-Clair, et Musée de l'Abbaye Sainte-Croix des Sables-d'Olonne), 2005
- Europunk, Villa Médicis, Mamco de Genève, BPS 22 de Charleroi et Musée de la musique de Paris - 2011 à 2013
- L'esprit français, La Maison Rouge, 24 février - 21 mai 2017
- Les chefs-d'œuvre de Kiki Picasso, Emerige Mécénat, Paris, avril - mai 2019
- Psychédélices, musée international des Arts modestes de Sète, 4 juin 2021 - 9 janvier 2022
- Picasso et la bande dessinée, La Cité internationale de la bande dessinée et de l'image, 16 juin 2021 - 2 janvier 2022

### Filmographie
- Cho! Cho! Cho!, réalisateur, 1998
- Traitement de substitution N°4, réalisateur, 2002
- Sheitan (co-scénariste), de Kim Chapiron, 2006

### Clips
- Alain Bashung, L'arrivée du tour, 1986
- Boy George, You are my heroin, 1988
- Jean-Jacques Burnel, Rêves, 1988
- Anarchist Republic of bzzz, Respect the eye, 2016

### Télévision
Génériques et habillages des émissions :
- Chorus de 1978 à 1981 sur Antenne 2 (avec le collectif Bazooka)
- 40° à l'ombre de 1987 à 1997 sur FR3
- Habillage pour la Coupe du monde 1986 de football, sur Antenne 2
- Rira, rira pas de Jean Yanne en 1988 sur Antenne 2
- Télé Caroline animé par Caroline Tresca en 1988 sur FR3
- Télé pour/Télé contre de Joseph Poli en 1989 sur FR3
- C'est l'histoire d'un mec... en octobre 1989 sur La Cinq (sketchs de Coluche)
- Drôles d'histoires en 1989 sur La Cinq (dans lequel on aperçoit Kim Chapiron jeune)
- Tout le monde il est gentil de Jean Yanne en 1989 sur La Cinq
- Les Dicos d'or, 1996, France 3